# Асад, Махер
Махер Хафез аль-Асад (араб. ماهر حافظ الأسد‎; род. 8 декабря 1967, Дамаск, Сирия) — сирийский военный деятель, генерал-майор. Командующий Республиканской гвардией и элитной 4-й бронетанковой дивизией. Член Центрального комитета сирийского регионального отделения партии «Баас». Младший брат бывшего президента Сирии Башара Асада и сын бывшего президента Хафеза Асада.
Он оценивается некоторыми наблюдателями как «второй человек» во властных структурах Сирии после своего брата.
По словам аналитиков, Махер аль-Асад склоняется в сторону Ирана в качестве главного союзника сирийского правительства во время гражданской войны и последующего послевоенного восстановления. Это контрастирует с позицией Сухеля Аль-Хасана, известного военачальника и командира 25-й дивизии специального назначения, который приобрел большое влияние в результате своей деятельности во время войны, и о котором сообщалось, что он является «человеком» России.
По этноконфессиональной принадлежности — алавит.

## Биография
Махер аль-Асад — самый младший из четырёх сыновей сирийского государственного деятеля Хафеза Асада, который через два года после рождения Махера стал главой Сирии. Мать Махера — Аниса Махлуф. Как и все дети Хафеза Асада, Махер рос вдали от внимания общественности. Окончил ту же школу, что и все его родные братья и сестра (Academy of Freedom School, позднее переименованная в честь Басиля аль-Асада). Изучал машиностроение и предпринимательство в университете Дамаска, после окончания университета получил военное образование. Женат на Маналь аль-Джадаан (родом из провинции Дейр-эз-Зор, по вероисповеданию — мусульманка-суннитка), отец двоих детей. Увлекается кикбоксингом и другими боевыми искусствами.
Отличительной чертой характера считается крайняя вспыльчивость: в 1994 году Махер был участником серьёзной ссоры со своим кузеном Рибалем аль-Асадом; несколько лет спустя — в октябре 1999 года, у Махера произошла серьёзная ссора с его зятем Асефом Шаукатом (Шаукат женат на сестре Махера Бушре аль-Асад, в результате которой Махер, согласно конспирологической версии оппонентов режима Асада, выстрелил противнику в живот, однако в официальной биографии Шауката (погиб при теракте 2012 года) нет упоминания о ранении в 2009 году. Отношения между Махером аль-Асадом и Асефом Шаукатом всегда были крайне напряжёнными, что, вероятно, и послужило почвой для вымысла конспирологов.
Начал военную карьеру в звании лейтенанта инженерных войск. После смерти в автокатастрофе старшего брата Басиля аль-Асада многие начали рассматривать Махера в качестве наследника своего отца, поскольку один его старший брат — Маджид аль-Асад страдал, по разным данным, либо умственными, либо психическими отклонениями, а другой — Башар, по мнению многих, не обладал необходимыми для управления страной качествами.
Однако, в конце концов Хафез аль-Асад сделал ставку на Башара, который сменил отца, хотя ему не хватало военного опыта и политических амбиций. Было высказано предположение, что репутация Махера как вспыльчивого человека повлияла на решение в пользу Башара.
В 1996 году Махер аль-Асад принял командование бригадой Республиканской гвардии. Вскоре после смерти Хафеза Асада в 2000 году Махер был повышен в звании до подполковника, а также вступил в партию Баас и стал членом Центрального Комитета — второго по значимости органа партии.
Махер входит в так называемый «ближний круг» Башара аль-Асада (наряду с ним обычно упоминаются Асеф Шаукат, Рами Махлуф, Али Хабиб и другие), считается одним из ближайших советников Башара аль-Асада. Махер аль-Асад является одним из крупнейших бизнесменов страны, в частности, он имеет несколько бизнес-проектов в Ливане совместно со своим двоюродным братом Рами Махлуфом. По другим данным, Махер аль-Асад и Рами Махлуф перевели центр своей деловой активности в Дубай.
Считается, что в 2003 году Махер аль-Асад провёл в Иордании ряд встреч с представителями Израиля, поводом для которых стало возможное возобновление мирных переговоров между Сирией и Израилем.
В результате взрыва в Дамаске 18 июля 2012 года Махер аль-Асад, возможно, потерял ногу. Эта информация была опровергнута российскими СМИ[уточнить].
В июле 2013 года доклад проправительственных сайтов утверждает, что Махер командует правительственными войсками, воюющими в Алеппо и Хомсе.
В марте 2016 года стало известно, что Махер был повышен в звании с бригадного генерала до генерал-майора. По сообщениям источников в САА, генерал Махер Асад был повышен в звании ещё в прошлом году, однако официально решение вступило в силу только в марте.
После наступления сирийской оппозиции в 2024 году, которое привело к падению режима Асада и изгнанию его брата Башара, агентство Reuters сообщило, что Махер бежал в Россию через Ирак.

## Неоднозначные аспекты деятельности и обвинения в преступлениях
Элитная 4-я бронетанковая дивизия сирийской армии под командованием Махера аль-Асада, контролирует большую часть производства и распространения каптагона, а также начала торговать кристаллическим метамфетамином. Дивизия контролирует производственные мощности, упаковочные заводы и сети контрабанды по всей Сирии.
Ходят слухи о том, что отношения Махера с его братом Башаром не столь гладки, сколь кажутся на первый взгляд, и о том, что Махер предпринимал попытки взять власть в стране в свои руки.
Считается, что именно Махер аль-Асад настоял на прекращении курса либерализации политической и общественной жизни Сирии, начатого Башаром аль-Асадом сразу после прихода к власти.
Также считается, что Махер аль-Асад проводит теневые сделки, используя в качестве «прикрытия» других бизнесменов, среди которых называются, например, Халид Каддур и Мухаммад Хамшо.
В 2005 году Махер аль-Асад вместе с Асефом Шаукатом был упомянут в предварительном отчёте комиссии ООН по расследованию убийства Рафика Харири в качестве одного из возможных организаторов преступления.
Существуют упоминания о наличии у Махера аль-Асада собственной службы безопасности, которую возглавляет полковник Гассан Биляль, и «собственной» тюрьмы, которую возглавляет его двоюродный брат, глава военной полиции, Хиляль аль-Асад.
Махера аль-Асада также часто называют в числе главных виновников кровопролития во время восстания в Сирии в 2011 году. Считается, что одну из ведущих ролей в подавлении восстаний (в частности, в Даръа), сыграла находящаяся в непосредственном подчинении Махера аль-Асада 4-я дивизия, части которого расквартированы в районе Голанских высот и близ Дамаска. 27 апреля 2011 года правительство США наложило санкции на имущество Махера аль-Асада в связи с его деятельностью при подавлении восстания в Сирии. 23 мая 2011 года Европейский союз по тем же причинам также наложил ряд санкций на Махера аль-Асада; при этом в официальных документах ЕС, Махер аль-Асад назван «основным осуществителем репрессий против демонстрантов».